# Peñuelas (Porto Rico)
Peñuelas é um município de Porto Rico, localizada na região sudoeste da ilha, faz parte da Região Metropolitana de Yauco. Peñuelas está espalhada por 12 alas e Pueblo Peñuelas (o centro da cidade e centro administrativo da cidade).